# Scodella
Die Scodella (italienisch Schüssel) war ein Volumenmaß im Kirchenstaat mit der Hafenstadt Ancona und galt als Getreidemaß.
- 1 Scodella = 1,096381 Liter
- 1 Rubbio = 8 Coppe
  - 1 Coppa = 4 Provende = 35,081 Liter
    - 1 Provenda = 8 Scodelle (= 430 1/8 Pariser Kubikzoll = 8 13/25 Liter[1]) = 8,77025 Liter